# Western Water Park
Western Water Park és un parc aquàtic propietat del grup Aspro Parks que ocupa una parcel·la de 77.000 m² ubicada a la vorera del puig d'en Saragossa, al nucli de Magaluf, al municipi mallorquí de Calvià. A la temporada 2013, va rebre 200.000 visitants.

## Història
El 1987 va obrir les portes el parc temàtic d'estil far-west El Dorado, ubicat als terrenys de l'actual Western Water Park. El 1999, el grup Cursach es fa amb la propietat de El Dorado amb la intenció de convertir-lo en un "parc temàtic-aquàtic". Així, a finals de juliol de l'any següent, obria les seves portes com a parc aquàtic amb la nova denominació de Western Water Park. Durant aquests primers anys, el parc va combinar la seva activitat com a parc aquàtic amb la celebració d'esdeveniments diversos com concerts o trobades multitudinàries.
Aprofitant la propietat d'uns terrenys annexes, aviat es plantejaren projectes d'ampliació de les instal·lacions, en què fins i tot es proposà la construcció d'un delfinari que mai passaria de la fase de proposta.
El 2007, el grup espanyol Aspro Ocio, propietari d'altres parcs aquàtics a la badia de Palma, adquireix el parc per 36,5 milions d'euros en l'operació de compra-venda d'un parc aquàtic més cara a l'estat fins aleshores i amb intenció de traslladar-hi el seu parc Marineland, situat també al municipi de Calvià.

## Dades de visitants
- 2010: 250.000[8]
- 2013: 200.000